# Grenada op de Olympische Zomerspelen 2012
Grenada nam deel aan de Olympische Zomerspelen 2012 in Londen, Verenigd Koninkrijk.
Grenada was een van de zeven landen die op deze Spelen hun eerste medaille ooit behaalde. De atleet Kirani James won de gouden medaille op de 400 meter.

## Medailleoverzicht
| Sport    | Olympiër     | Onderdeel     | Medaille |
| -------- | ------------ | ------------- | -------- |
| Atletiek | Kirani James | 400 meter (m) | Goud     |

## Deelnemers en resultaten
(m) = mannen, (v) = vrouwen 

### Atletiek
| Olympiër              | Onderdeel       | Resultaat | Prestatie                                                                       |
| --------------------- | --------------- | --------- | ------------------------------------------------------------------------------- |
| Paul Williams         | 100m (m)        | 48e       | serie 5: 7de in 10,65                                                           |
| Joel Redhead          | 200m (m)        | 46e       | serie 3: 8ste in 21,22                                                          |
| Rondell Bartholomew   | 400m (m)        | DNS       | niet gestart                                                                    |
| Kirani James          | 400m (m)        | Goud      | serie 2: 1ste in 45,23 halve finale 2: 1ste in 44,59 finale: 1ste in 43,94 (NR) |
| Kurt Felix            | tienkamp (m)    | DNF       | wedstrijd niet voltooid                                                         |
|                       |                 |           |                                                                                 |
| Janelle Redhead       | 200m (v)        | 24e       | serie 2: 3de in 23,08 halve finale 3: 8ste in 23,51                             |
| Kanicka Beckles       | 400m horden (v) | DNS       | serie 5: niet gestart                                                           |
| Neisha Bernard-Thomas | 800 m (v)       | 16e       | serie 6: 6de in 2.03,23 halve finale 2: 8ste in 2.00,68                         |

### Taekwondo
| Olympiër           | Onderdeel | Resultaat | Prestatie                                                                |
| ------------------ | --------- | --------- | ------------------------------------------------------------------------ |
| Andrea St. Bernard | -67kg (v) | 9e        | 1ste ronde: V van TUR Tatar: 1-5 herkansingen: V van USA McPherson: 2-15 |

### Zwemmen
| Olympiër     | Onderdeel           | Resultaat | Prestatie              |
| ------------ | ------------------- | --------- | ---------------------- |
| Esau Simpson | 100m vrije slag (m) | 43e       | serie 2: 1ste in 53,26 |

Afghanistan · Albanië · Algerije · Amerikaanse Maagdeneilanden · Amerikaans-Samoa · Andorra · Angola · Antigua en Barbuda · Argentinië · Armenië · Aruba · Australië · Azerbeidzjan · Bahama's · Bahrein · Bangladesh · Barbados · België · Belize · Benin · Bermuda · Bhutan · Bolivia · Bosnië en Herzegovina · Botswana · Brazilië · Britse Maagdeneilanden · Brunei · Bulgarije · Burkina Faso · Burundi · Cambodja · Canada · Centraal-Afrikaanse Republiek · Chili · China · Chinees Taipei · Colombia · Comoren · Congo-Brazzaville · Congo-Kinshasa · Cookeilanden · Costa Rica · Cuba · Cyprus · Denemarken · Djibouti · Dominica · Dominicaanse Republiek · Duitsland · Ecuador · Egypte · El Salvador · Equatoriaal-Guinea · Eritrea · Estland · Ethiopië · Fiji · Filipijnen · Finland · Frankrijk · Gabon · Gambia · Georgië · Ghana · Grenada · Griekenland · Groot-Brittannië · Guam · Guatemala · Guinee · Guinee‑Bissau · Guyana · Haïti · Honduras · Hongarije · Hongkong · Ierland · IJsland · India · Indonesië · Irak · Iran · Israël · Italië · Ivoorkust · Jamaica · Japan · Jemen · Jordanië · Kaaimaneilanden · Kaapverdië · Kameroen · Kazachstan · Kenia · Kirgizië · Kiribati · Koeweit · Kroatië · Laos · Lesotho · Letland · Libanon · Liberia · Libië · Liechtenstein · Litouwen · Luxemburg · Macedonië · Madagaskar · Malawi · Maldiven · Maleisië · Mali · Malta · Marshalleilanden · Marokko · Mauritanië · Mauritius · Mexico · Micronesië · Moldavië · Monaco · Mongolië · Montenegro · Mozambique · Myanmar · Namibië · Nauru · Nederland · Nepal · Nicaragua · Nieuw-Zeeland · Niger · Nigeria · Noord-Korea · Noorwegen · Oeganda · Oekraïne · Oezbekistan · Oman · Oostenrijk · Oost-Timor · Pakistan · Palau · Palestina · Panama · Papoea-Nieuw-Guinea · Paraguay · Peru · Polen · Portugal · Puerto Rico · Qatar · Roemenië · Rusland · Rwanda · Saint Kitts en Nevis · Saint Lucia · Saint Vincent en Grenadines · Salomonseilanden · Samoa · San Marino · Sao Tomé en Principe · Saoedi-Arabië · Senegal · Servië · Seychellen · Sierra Leone · Singapore · Slovenië · Slowakije · Soedan · Somalië · Spanje · Sri Lanka · Suriname · Swaziland · Syrië · Tadzjikistan · Tanzania · Thailand · Togo · Tonga · Trinidad en Tobago · Tsjaad · Tsjechië · Tunesië · Turkije · Turkmenistan · Tuvalu · Uruguay · Vanuatu · Venezuela · Verenigde Arabische Emiraten · Verenigde Staten · Vietnam · Wit-Rusland · Zambia · Zimbabwe · Zuid-Afrika · Zuid-Korea · Zweden · Zwitserland · Onafhankelijke atleten